# Simon Rieber
Simon Cosmas Michael, mieux connu sous le nom de Simon Rieber, est un artiste visuel tanzanien qui utilise les domaines de l'art populaire, de l'animation, de la peinture et de l'illustration pour exprimer et documenter ses convictions. Il a beaucoup exposé en Tanzanie et en Afrique de l'Est, se construisant une niche en tant qu'artiste tanzanien contemporain émergent sur la scène artistique d'Afrique de l'Est,,,.

## Expositions

### Personnelles
- 2018: Working for the Time, Seoul Museum of Art, Séoul, Corée du Sud[1]
- 2019: UFO Gallery, Barkeley, Californie[1]
- 2019: Jessica Silverman Gallery, San Francisco[1]
- 2021: Project 30: Look At Me, Garage Museum of Contemporary Art, Moscou[1]

## Prix et distinctions
- 2020 : remporte le prix Umoja pour l'artiste tanzanien contemporain la plus importante distinction au Tanzanie pour les artistes de moins de 40 ans[7],[8].

## Œuvres
- 2021:  How To Draw With Mouse (Using Adobe Illustrator)  (ISBN 978-93-54584-41-1)
- 2023: Beautiful Monster  (ISBN 97-9-83737-52-56-5)[9]
- 2023: In Love with Ghost  (ISBN 979-83-73854-98-6)
- 2023: I Will Never Forget you  (ISBN 979-83-73655-82-8)[10]
- 2023: I Will Never Forget you (Vol 2)  (ISBN 979-83-73750-41-7)
- 2023: Linda; She is not my wife  (ISBN 979-83-73527-43-9)
- 2023: Drawings for Modeling Methods  (ISBN 979-83-72952-06-5)
- 2023: Safari ya Irene  (ISBN 979-83-75360-20-1)[11]